# Graduate Theological Union
Pour les articles homonymes, voir GTU.

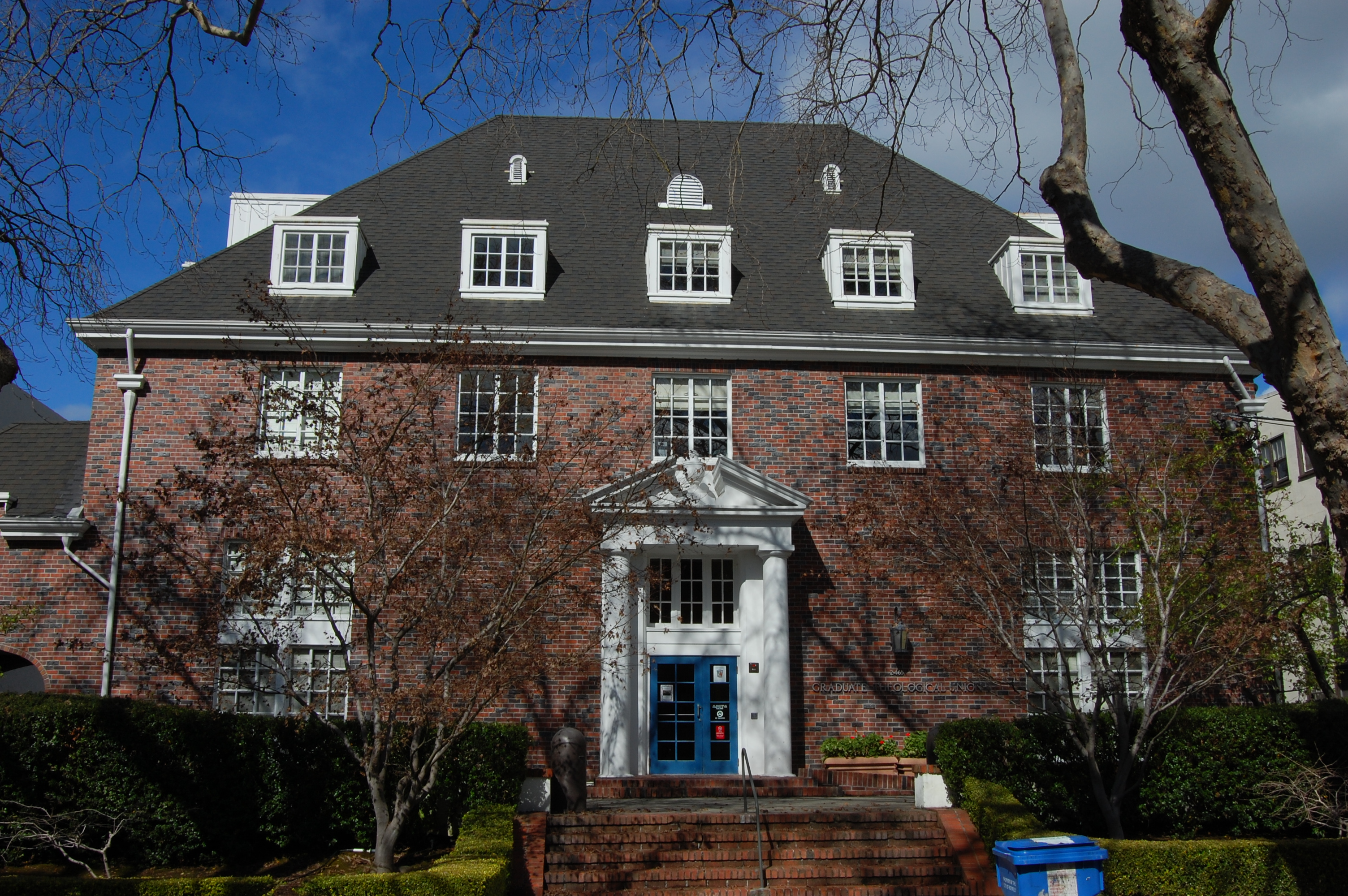
Graduate Theological Union

La Graduate Theological Union, ou GTU est un consortium de neuf séminaires indépendants, d'écoles de théologie et de huit centres de programme situés pour la plupart à Berkeley mais aussi à San Anselmo en Californie. Elle a été fondée au début des années 1960 et comporte environ 1300 étudiants. Les relations proches entre ces écoles a pour but d'encourager le dialogue œcuménique ou interreligieux. Les étudiants peuvent suivre des cours dans toutes les Ecoles membres, lesquelles sont pour la plupart situées à proximité l'une de l'autre.  La Graduate Theological Union délivre des diplômes de Ph.D., Th.D. et de M.A., tandis que chaque école délivre un M.Div. en préparation pour le ministère. La GTU dispose d'une bibliothèque exhaustive ouverte à toutes ses composantes.   

## Écoles membres
- American Baptist Seminary of the West
- The Church Divinity School of the Pacific (Épiscopale)
- Dominican School of Philosophy and Theology
- Franciscan School of Theology
- Jesuit School of Theology at Berkeley
- Pacific Lutheran Theological Seminary
- Pacific School of Religion (United Church of Christ, Disciples of Christ, et United Methodist Church)
- San Francisco Theological Seminary (Église presbytérienne des États-Unis)
- Starr King School for the Ministry (Unitarian Universalist, unique dénomination non chrétienne présente dans la GTU)
- École jésuite de théologie (Jesuit School of Theology) de la Santa Clara University

## Centres de programmes
- Center for Jewish Studies
- Institute of Buddhist Studies
- Patriarch Athenagoras Orthodox Institute
- Center for the Arts, Religion, and Education
- Center for the Study of Religion and Culture
- Center for Theology and the Natural Sciences
- New College Berkeley
- School of Applied Theology